# Rhopaliana rufithorax
Rhopaliana rufithorax är en tvåvingeart som beskrevs av Seguy 1934. Rhopaliana rufithorax ingår i släktet Rhopaliana och familjen Mydidae.
Artens utbredningsområde är Tunisien. Inga underarter finns listade i Catalogue of Life.